# Chris Verhoef
Chris Verhoef (Rotterdam, 8 november 1940) is een voormalig Nederlands voetbalscheidsrechter die van 1983 tot 1988 in de Eredivisie floot. In 1988 nam hij afscheid van het betaald voetbal omdat hij de leeftijdsgrens had bereikt. Ter gelegenheid van dat afscheid mocht hij de bekerfinale tussen PSV en Roda JC fluiten. Dat leverde hem van het na verlenging verliezende Roda veel kritiek op, omdat hij na een aanvechtbare strafschop twee keer een gele kaart (en dus rood gaf) aan Gène Hanssen wegens langdurig protesteren, ook nadat hij die gele kaart gekregen had.